# Чорний гусарський полк
Чорний гусарський полк — військово-поселенський полк російського війська, створений 1764 року з слов'яносербського гусарського (кінного) полку у складі Новоросійської губернії.
В 1765 році полк увійшов до складу Єлисаветградської провінції. Переформований з гусарського полку Івана Хорвата.
Займав території півночі та центру сучасної Кіровоградської області.
До складу полку входило 16 рот (сотень):
1. Новомиргород
2. Печка
3. Петроострів
4. Надлак
5. Кальниболот
6. Архангельськ
7. Мартинош
8. Панчів
9. Каниж
10. Сентів
11. Вуковар
12. Федварь
13. Суботів
14. Цибулів
15. Мошоринська

1776 року більша частина рот полку увійшло до складу Єлисаветградського і менша — до Катерининського повітів Новоросійської губернії. На території полку було утворено два нові поселені гусарські полки — Сербський (штаб-квартира у Новомиргороді) і Угорський (штаб-квартира у Сентові), які існували до 1783 року.

## Джерело
Н. А. Никифоренко щоденник подорожі І. А. Гільденштедта Єлизаветградською провінцією (травень — липень 1774 року)[недоступне посилання з травня 2019]